# 尹源
尹源（996年—1045年），字子渐，河南人。世称河内先生。
生于宋太宗至道二年（996年），與弟尹洙皆有文名，以祖蔭補三班借職。遷殿直。仁宗天聖八年（1030年），舉進士及第，為奉禮郎，累遷太常博士，歷知芮城、河陽二縣，簽署孟州判官事，又知新鄭縣，累官通判泾州、慶州。滄州劉渙因殺部卒而被降為密州知州，尹源上書：“渙為主將，部卒有罪不伏，笞輒呼萬歲，渙斬之不為過。以此謫渙，臣恐邊兵愈驕，轻视主将，所繫非轻。”劉渙遂免罪並復知滄州。范仲淹、韩琦極為賞識。後知怀州。卒于仁宗慶曆五年（1045年）。著有文集六卷。

## 延伸阅读
[在维基数据编辑]
 《宋史·卷442》，出自脱脱《宋史》